# Борбаш (село)
Борбаш (кирг. Борбаш) — село в Ноокатском районе Ошской области Кыргызстана. Входит в состав Кызыл-Октябрьского айылного аймака.

## География
Село расположено в западной части области, на расстоянии приблизительно 18 километров (по прямой) к западу от города Ноокат, административного центра района.

## Население
Согласно оценочным данным Национального статистического комитета Кыргызской Республики, численность населения села на начало 2023 года составляла 5343 человека.
| год     | 2009 | 2014 | 2015 | 2020 | 2021 | 2023 |
| ------- | ---- | ---- | ---- | ---- | ---- | ---- |
| человек | 3790 | 4169 | 4225 | 4926 | 5248 | 5343 |